# San José del Fragua
San José del Fragua est une municipalité située dans le département de Caquetá, en Colombie.